# Sogrão Caprichou
"Sogrão Caprichou" é uma canção do cantor brasileiro Luan Santana, gravada para seu primeiro EP, intitulado Te Esperando (2013). Composta por Bruno Caliman, a canção foi lançada como primeiro single do EP pela Som Livre em 19 de novembro de 2012.

## Composição
"Sogrão Caprichou" é uma balada sertaneja também presente o ritmo Arrocha que foi composta por Bruno Caliman.

## Desempenho nas tabelas musicais

### Posições
| Tabela musical (2013)           | Melhor posição |
| ------------------------------- | -------------- |
| Brasil (Brasil Hot 100 Airplay) | 1              |

## Lista de faixas
| Download digital |                    |         |  |
| N.º              | Título             | Duração |  |
| 1.               | "Sogrão Caprichou" | 2:55    |  |